# Derek Ringer
Derek Ringer (Glasgow, Escocia; 11 de octubre de 1956) es un copiloto de rallies británico. Se le asocia estrechamente con Colin McRae, con quien ganó el Campeonato Mundial de Rally de 1995.

## Trayectoria
Aunque su colaboración se remontaba a la década de 1980, cuando McRae era adolescente, tras ganar el título mundial en 1995 el dúo británico se separó a finales de 1996 al no poder defenderlo con éxito, atribuyéndose a Ringer varios accidentes a mitad de temporada. Tras un año de ausencia, Ringer regresó para acompañar a Martin Rowe en el Campeonato Británico de Rally. Ambos ganaron el título en 1998 con un Renault Mégane Maxi y compitieron juntos en la Temporada 1999 del Campeonato Mundial de Rally.
Tras la separación de McRae de su copiloto sustituto, Nicky Grist en 2002 el equipo Citroën reuniría a los dos escoceses para 2003. Sin embargo, la colaboración no dio nuevos frutos y ambos perdieron sus asientos en el equipo galo. McRae solo compitió en tres rallies mundiales más, acompañado por Grist en cada ocasión.
En febrero de 2008, Ringer fue copiloto interino de Travis Pastrana a partir de la segunda ronda del evento 100 Acre Wood, el 22 de febrero. El excopiloto de Pastrana, Christian Edstrom, anunció su retirada del rally tras una carrera en enero.